# Remigio Hernani
Remigio Hernani Meloni (Arequipa, 1 de octubre de 1948) es un general de policía en situación de retiro y político peruano. Fue ministro del Interior durante el segundo gobierno de Alan García, desde el 14 de octubre del 2008 al 19 de febrero del 2009.

## Biografía
Nació en la ciudad de Arequipa, el 1 de octubre de 1948.
Estudió en el Centro de Instrucción Policial donde concluyó como policía de investigación.
Prestó 35 años de servicios a la Policía Nacional del Perú, donde alcanzó el grado de general. También se desempeñó como agregado policial del Perú en Chile.

### Vida política
Participó como candidato a la alcaldía del distrito de Jesús María por el partido Vamos Perú en las elecciones municipales del 2014 sin tener éxito y de igual manera en su candidatura como regidor del Municipio de Lima en las elecciones municipales del 2018 por Unión por el Perú.

## Ministro del Interior
El 14 de octubre del 2008, ante el nombramiento del nuevo gabinete ministerial encabezado por Yehude Simon, Hernani asumió como el nuevo ministro del Interior en el segundo gobierno de Alan García.

### Desalojo del Bosque de Pómac
En enero del 2009, en un operativo de la Policía Nacional del Perú, se produjo el desalojo al Bosque dé Pómac en Lambayeque. En este desalojo dos policías fueron asesinados, por lo cual los partidos opositores del congreso, y algunos medios de comunicación pidieron la renuncia del ministro. Este fue respaldado por el primer ministro Yehude Simon y el presidente Alan García, por lo cual no fue censurado.

### Renuncia
Remigio Hernani renunció a su cargo tras haber desobedecido presuntamente a Alan García. Hernani contradijo a la fiscal de la Nación Gladys Echaíz, diciendo que su presunto atentado había sido solamente un intento de robo. Hernani fue reemplazado luego por la congresista aprista Mercedes Cabanillas.

### Denuncia de espionaje
Fue denunciado penalmente por el abogado Juan Santiváñez Antúnez, por haber pasado al retiro, de manera presuntamente irregular, a un grupo de oficiales de la Policía Nacional del Perú (PNP).